# 아월
아월은 대한민국의 음악 그룹이다. 2018년 싱글 앨범 [Desert]로 데뷔했다.

## 음반
- Desert (2018)
- bright #7 (2018)
- Swing (2019)
- haaAakkKKK!!! (2019)
- I (2019)
- can't (2021)
- 잠 (2021)